# Global Witness
Global Witness és una ONG internacional creada el 1993 que lluita contra els vincles existents entre l'explotació dels recursos naturals, els conflictes, la pobresa, la corrupció i els abusos dels drets humans a tot el món. L'organització té oficines a Londres i Washington DC.
Global Witness examina com els diamants i altres recursos naturals poden finançar conflictes o alimentar la corrupció i la impunitat. Realitza investigacions sobre la implicació de particulars i empreses en activitats com l'explotació forestal il·legal i la corrupció en les indústries del petroli, el gas i la mineria.
La seva metodologia combina la investigació periodística, la publicació d'informes i la realització de campanyes de denúncia. Els informes es difonen als governs, organitzacions internacionals, societat civil i mitjans de comunicació.

## Història
Global Witness ha treballat al voltant de l'extracció de diamants, petroli, fusta, cacau, gas, or i altres minerals. Ha dut a terme investigacions a Cambodja, Angola, Libèria, República Democràtica del Congo, Guinea Equatorial, Kazakhstan, Myanmar, Indonèsia, Zimbàbue, Turkmenistan i Costa d'Ivori. També ha ajudat a endegar iniciatives internacionals com la Iniciativa de Transparència en la Indústria Extractiva, el Procés de Kimberley, i la coalició Publish What You Pay. Global Witness es va retirar del Procés de Kimberley el 2011 afirmant que ja no era útil.
Argumenta que els recursos naturals poden ser, i han estat, explotats per a finançar exèrcits i milícies que assassinen, violen i cometen altres abusos contra els drets humans. D'altra banda, considera que «els recursos naturals es poden utilitzar potencialment per a negociar i mantenir la pau» i «podrien ser la clau per acabar amb la pobresa a l'Àfrica».
L'organització fa campanyes per a protegir els defensors dels drets humans perseguits pel seu treball de prevenció en l'explotació dels recursos naturals. Una investigació de Global Witness va documentar 147 morts de defensors del medi ambient el 2012, en comparació amb el 51 de 2002. Moltes de les persones amenaçades són gent corrent que s'oposen a l'acaparament de terres, les operacions mineres i el comerç industrial de fusta, sovint forçats a abandonar les seves cases i afectats per la destrucció ambiental. Altres han estat assassinats amb motiu de protestar contra la construcció de preses hidroelèctriques, la contaminació o la conservació de la vida salvatge. El 2019, Global Witness va documentar 212 morts d'aquest tipus durant l'any, el pitjor any des que va començar aquest registre el 2012. El 2018 foren 197 els morts i el 2020 227 casos.

### Cambodja
La primera campanya de Global Witness va ser a Cambodja a la dècada del 1990, on els khmers rojos entraven de contraban fusta a Tailàndia. The Observer va atribuir el seu cessament de l'activitat als seus «informes detallats i precisos» després d'un informe que implicava familiars del primer ministre Hun Sen i d'altres alts càrrecs del govern. El 2009, Global Witness va publicar Country for Sale, un informe sobre la corrupció en l'assignació de llicències de recursos naturals de Cambodja. El 2010 es va publicar l'informe, Shifting Sand i va examinar el dragatge de sorra per a l'exportació a Singapur. L'informe afirmava que el comerç estava «monopolitzat per dos destacats senadors amb estrets vincles amb el primer ministre Hun Sen».

### Sierra Leone
El 1998 Global Witness va publicar l'informe A Rough Trade: The Role of Companies and Governments in the Angolan Conflict on es descriu el paper del comerç internacional de diamants en el finançament de la Guerra Civil angolesa.
Com a part de la seva campanya contra els diamants del conflicte, Global Witness va ajudar a establir el Kimberley Process Certification Scheme. L'esquema de certificació governamental internacional es va crear per aturar el comerç de diamants de sang, exigint als governs que certifiquin que els enviaments de diamants en brut estan lliures de conflictes. Com molts altres països de l'Àfrica sudsahariana, Sierra Leone està dotada de recursos petroliers i minerals enmig de la desigualtat social, l'alta prevalença de la pobresa i els conflictes. Sota els moviments rebels encapçalats per Charles Ghankay Taylor, els diamants es van intercanviar per armes amb el Front Revolucionari Unit. Aquest grup rebel va guanyar fins a 125 milions de dòlars. L'any 2000 va quedar demostrat que les gemmes sortien de contraban a través de Libèria i, posteriorment, arribaven al mercat internacional.
El Procés de Kimberley a Sierra Leone va aconseguir limitar el flux de diamants de conflicte i va ajudar a restaurar la pau i la seguretat. Va tenir èxit a l'hora de canalitzar grans quantitats de diamants al mercat internacional, augmentar els ingressos del govern i, en conseqüència, ajudar a abordar els problemes de desenvolupament. L'any 2006, es va exportar legalment des de Sierra Leone un valor estimat de 125 milions de dòlars en diamants, en comparació amb gairebé cap de la dècada del 1990. Malgrat el seu èxit, nou anys més tard, el 5 de desembre de 2011, Global Witness va anunciar que havia abandonat el Procés de Kimberly perquè els principals defectes de l'esquema no s'havien corregit car els governs ja no hi mostraven interès.

### Petroli, gas i mineria
Global Witness fa campanyes per a una major transparència en els sectors del petroli, el gas i la mineria. És membre fundador de la coalició Publish What You Pay (PWYP), que defensa «la divulgació obligatòria dels pagaments de les empreses i dels ingressos del govern del sector del petroli, el gas i la mineria». Més de 300 grups de la societat civil a tot el món són membres de PWYP com ara Oxfam, Save the Children, Transparency International i l'Open Society Institute.
Global Witness va ajudar a establir l'Extractive Industries Transparency Initiative (EITI), que va ser anunciada pel llavors primer ministre del Regne Unit Tony Blair a la Cimera Mundial sobre Desenvolupament Sostenible a Johannesburg el setembre de 2002 i aprovada formalment pel Banc Mundial el desembre de 2003. L'EITI és el resultat dels esforços dels activistes de PWYP. Ara compta amb el suport de la majoria de les companyies de petroli, mineres i gas del món i inversors institucionals, amb un valor total de 8,3 bilions de dòlars EUA. Global Witness és membre del Grup Assessor Internacional de l'EITI i forma part de la junta directiva de l'EITI.

### República Democràtica del Congo
A la República Democràtica del Congo «els polítics, l'exèrcit i els grups de milicians han saquejat la riquesa natural del país i l'han utilitzat per a enriquir-se en detriment de la població». Global Witness ha pressionat el govern del Regne Unit i el Consell de Seguretat de les Nacions Unides per aturar el comerç de minerals que alimenta la guerra a l'est del Congo. Defineix els recursos de conflicte com «els recursos naturals l'explotació i el comerç sistemàtics dels quals, en un context de conflicte, donen lloc a la comissió de greus violacions dels drets humans, violacions del dret internacional humanitari o violacions que equivalen a crims de dret internacional».

### Boscos
Global Witness ha elaborat informes sobre com la fusta va ajudar a finançar la Segona Guerra Civil liberiana i va analitzar el contraban de fusta entre Myanmar i la Xina. Descriu els boscos com l'«últim baluard contra el canvi climàtic», amb la desforestació que representa el 18% de les emissions globals de diòxid de carboni. Va criticar l'enfocament aprovat pel Banc Mundial d'encoratjar la tala industrial basada en l'exportació com a mitjà per al creixement econòmic dels països en desenvolupament, que, segons argumenta, s'ha demostrat repetidament que és un mètode fracassat. En canvi, defensa estratègies de gestió que beneficiïn les comunitats que depenen dels boscos, els seus països d'origen, el medi ambient, i tracta els boscos com un «actiu internacional».
Les societats anònimes es poden utilitzar per a blanquejar diners procedents d'activitats delictives, finançar el terrorisme o evadir impostos. L'any 2009 Global Witness va presentar una campanya sobre el paper de la banca en la facilitació de la corrupció. L'informe Undue Diligence assenyala alguns dels principals bancs que han fet negocis amb règims corruptes. Argumenta que «en acceptar aquests clients, els bancs estan ajudant aquells que estan utilitzant els actius de l'estat per a enriquir-se o brutalitzar el seu propi poble» i que «aquesta corrupció nega a la gent més pobre del món l'oportunitat de sortir de la pobresa i els fa dependents de l'ajuda humanitària».

### Sudan
Global Witness ha fet campanya per la transparència en la indústria petroliera del Sudan. Va publicar Fueling Mistrust el juny de 2009, un informe que detallava discrepàncies de fins a un 26% entre les xifres de producció publicades pel govern sudanès i les publicades per la principal companyia petroliera que opera a la regió, CNPC. L'acord de pau entre el nord i el sud es basava en el repartiment dels ingressos del petroli.

### Zimbàbue
El juny de 2010 Global Witness va posar el focus en Zimbàbue pels abusos dels drets humans a gran escala comesos als camps de diamants de Marange. Va publicar l'informe Return of the Blood Diamond que criticava l'esquema de certificació del Procés de Kimberley per no reaccionar de manera eficaç en aquesta crisi.

### Malàisia
Global Witness va exposar la corrupció en els acords de terres dins de l'administració de Taib Mahmud, el ministre en cap de l'estat de Sarawak a Malàisia a través del vídeo titulat Inside Malaysia's Shadow State, que mostrava imatges de converses amb familiars de Taib i el seu advocat on els agents de Global Witness es van fer passar com a possibles inversors.